# Мариенборн

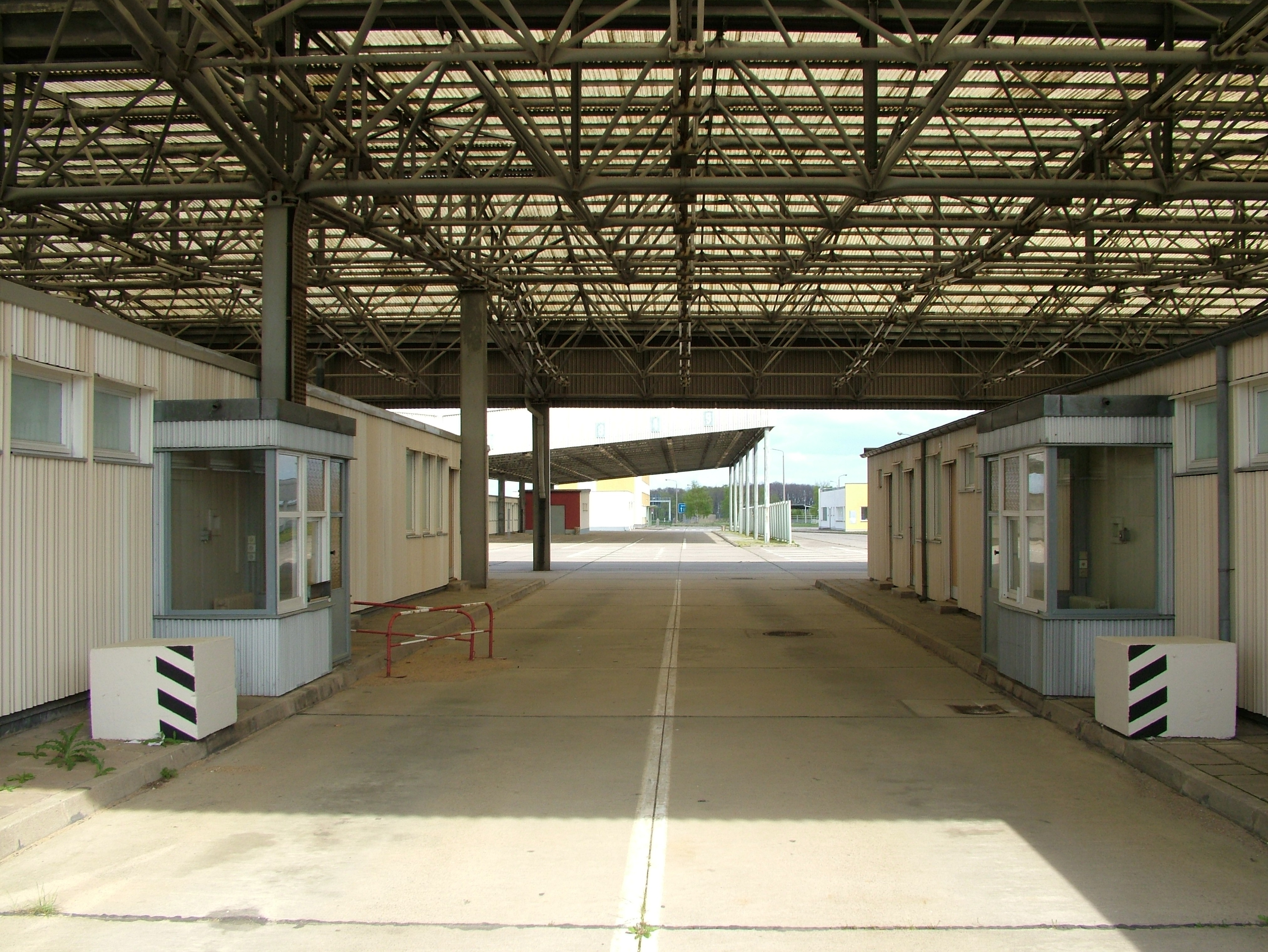
Мариенборн. Бывший КПП — переход из Западной в Восточную Германию

Мариенборн (нем. Marienborn) — деревня в Германии, в земле Саксония-Анхальт.
Входит в состав общины Зоммерсдорф района Бёрде. Население составляет 511 человек (на 31 декабря 2006 года). Занимает площадь 9,98 км².

## История
Впервые упоминается около 1000 года.
Ранее Мариенборн имела статус общины (коммуны). 1 января 2010 года вошла в состав общины Зоммерсдорф.